# De slinger van Foucault
De slinger van Foucault is de Nederlandse titel van Il pendolo di Foucault, een roman van de Italiaan Umberto Eco. Hij is verschenen in 1988 en is in 1989 uitgegeven in het Nederlands door Uitgeverij Bert Bakker, Amsterdam, in een vertaling van Patty Krone en Yond Boeke.

## Verhaal
Het verhaal gaat aanvankelijk over drie vrienden die werken voor een uitgeverij in Milaan die boeken publiceert over het occulte, slechts bedoeld om geld te verdienen aan de auteurs. Gaandeweg raken ze echter verstrikt in de gedachte dat er iets onvoorstelbaars gaande is op deze aarde. Ze creëren een theorie over een geheim dat de Tempeliers verborgen zouden hebben gelaten. Daarbij worden verbanden gelegd tussen tal van occulte organisaties zoals de Rozenkruisers, de Graaf van Saint-Germain, Kabbala en de Katharen, maar ook met moderne verschijnselen als computers en stripfiguren. Tijdens het verhaal komen onderwerpen als esoterie, syncretisme, vrijmetselarij en andere geheime genootschappen aan bod. Opgejaagd door het huiveringwekkende besef dat de geschiedenis wordt geleid door een complot van mysterieuze krachten, worden ze steeds verder meegesleurd in hun tocht langs de afgrond van de werkelijkheid. De grens tussen de theorie die de vrienden gecreëerd hebben en de realiteit vervaagt naarmate het boek vordert.

## Ontvangst
Het boek wordt gezien als een encyclopedisch werk en de Britse schrijver en criticus Anthony Burgess heeft gesuggereerd dat het een index zou moeten hebben.

## Titelduiding

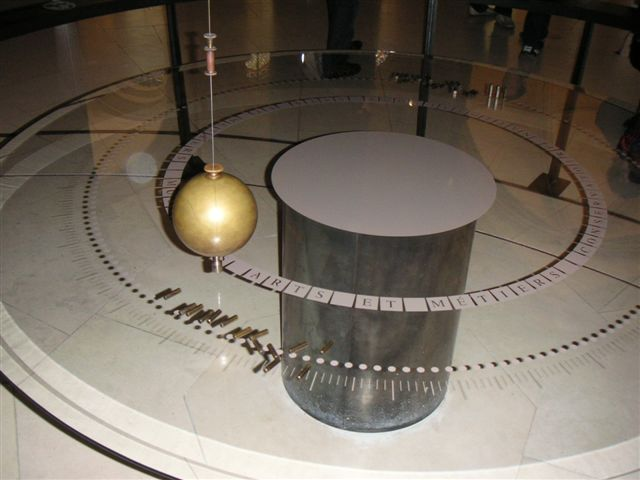
De Slinger van Foucault in het Musée des arts et métiers in Parijs speelt een belangrijke rol in het boek.

Zijn naam ontleent het boek aan de door Léon Foucault ontworpen slinger.
Het is opgedeeld in tien segmenten met de namen van de sefirot en onderverdeeld in 120 hoofdstukken. Er zijn veel subtiele verwijzingen te vinden; zo is Het Plan (de rode draad van het boek) de opzet van een reeks esoterische verhandelingen met de naam Isis Ontsluierd. Dit verwijst naar de titel van een van de boeken van Helena Blavatsky. Het boek bevat nog meer verwijzingen naar bestaande werken en personen zoals Claude Garamond en Aldus Manutius.
Ook het verhaal van Maria Magdalena dat aan de basis zou liggen van de heilige graal komt in dit boek voor. Dit element kwam al voor in het boek Het heilige bloed en de heilige graal (1982) en werd nadien door Dan Brown uitgewerkt in De Da Vinci Code (2003).